# Viktor Kandinski

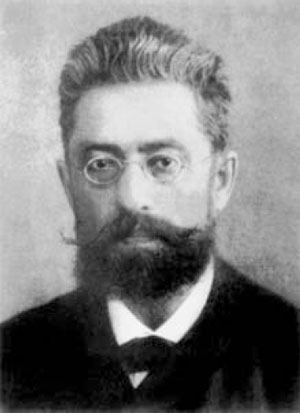

Viktor Chrisanfovitsj Kandinski  (Russisch: Виктор Хрисанфович Кандинский) (Biankin, 24 maart 1849 – Sint-Petersburg, 15 juli 1889) was een Russische psychiater en filosoof, die wordt beschouwd als een van de grondleggers van de Russische psychiatrie. Hij was een oom van de expressionistische schilder Wassili Kandinski.
Na zijn jeugd in Siberië doorgebracht te hebben, vertrok hij naar Moskou om medicijnen te studeren. Na zijn studie trad hij in dienst bij een Moskous ziekenhuis.
Tijdens de Russisch-Turkse Oorlog was hij arts bij de Russische marine. In deze periode ontwikkelde hij een vorm van stemmingsstoornis. Hij onderzocht zijn eigen hallucinaties nauwkeurig en kwam tot een beschrijving van wat hij mentaal automatisme noemde. De aandoening werd later het syndroom van Kandinski-Clérambault genoemd naar Kandinski en zijn Franse collega Gaëtan Gatian de Clérambault.
Na zijn herstel ging Kandinski werken in Sint-Petersburg en publiceerde een groot aantal filosofische en medische artikelen. De bekendste zijn Modern Monisme (1881) en Over Pseudohallucinaties (1885). In 1887 werd hij gekozen tot secretaris-generaal van het eerste Congres van Russische Psychiaters.
Aan het einde van zijn leven raakte Kandinski in een ernstige depressie. In 1889 diende hij zichzelf als medisch experiment een grote dosis morfine toe, die fataal bleek te zijn.
Na zijn dood publiceerde zijn weduwe nog een studie van Kandinski over mentaal automatisme, die grotendeels was gebaseerd op analyse van Kandinski's eigen geestelijke processen.
- Bibsys: 3017025
- Bibliothèque nationale de France: cb16704636t (data)
- Gemeinsame Normdatei: 1055450971
- International Standard Name Identifier: 0000 0000 8257 5051
- Library of Congress Control Number: n95068079
- Nationale Bibliotheek van Letland: 000310596
- Nationale Bibliotheek van Tsjechië: nlk20010099122
- Nationale Bibliotheek van Israël: 987007281429405171
- Système universitaire de documentation: 172470331
- Virtual International Authority File: 226453455
- WorldCat: E39PBJd8dRtQ4BD9hDgfbHRMyd